# Stefan Rinke
Stefan Rinke (Helmstedt, 31 de diciembre de 1965) es un historiador alemán. Desde 2005 es profesor de Historia de América Latina en el Instituto de Estudios Latinoamericanos y el Instituto Friedrich Meinecke de la Universidad Libre de Berlín.

## Biografía
Después de graduarse en el Gymnasium Julianum de Helmstedt en 1984, Stefan Rinke estudió Historia y Estudios Americanos en Bamberg y Bowling Green (Ohio) de 1985 a 1990. Completó sus estudios en 1989 con una maestría en Bowling Green y en 1990 con un diploma en historia en Bamberg. La Fundación Friedrich Ebert lo apoyó con una beca de doctorado de 1991 a 1993. En 1995 se doctoró en la Universidad Católica de Eichstätt con una tesis sobre las relaciones germano-latinoamericanas durante la República de Weimar desde una perspectiva transnacional. Su director de tesis fue Hans-Joachim König. La obra apareció en 1996 como primer volumen de la serie Historamericana, fundada por König y Rinke. Desde 2021, la serie Historamericana se publica por la Wissenschaftliche Buchgesellschaft (Darmstadt) y está disponible como acceso abierto oro y Print on Demand.
De 1996 a 1998, la Fundación Alemana de Investigación (Deutsche Forschungsgemeinschaft) le concedió una beca posdoctoral.Durante este tiempo pasó períodos de investigación en Santiago de Chile y Washington D. C., entre otros lugares. En septiembre de 1998 fue nombrado profesor asistente visitante de Historia Comparada de las Américas y Europa en la Universidad de Tufts, donde enseñó hasta 1999. 
En 1999, Stefan Rinke asumió el cargo de profesor asistente (wissenschaftlicher Assistent) en Eichstätt. En 2003, completó su "Habilitación" con un estudio sobre la norteamericanización y el cambio sociocultural en Chile. En 2005, fue nombrado profesor de Historia de América Latina en la Universidad Libre de Berlín. De 2007 a 2009, de 2017 a 2019 y de 2023 a 2024 fue director del Instituto de Estudios Latinoamericanos de la Freie Universität Berlin.

## Enfoque de la investigación
Stefan Rinke explora la historia de América Latina principalmente desde una perspectiva histórica transregional y global. Sus investigaciones se centran en la globalización cultural y la norteamericanización, la cultura popular, las revoluciones, la memoria y la conciencia histórica, la historia del conocimiento, las relaciones transamericanas, la temporalidad y el futuro. Abarcan el período que va desde la época colonial (Colón, Conquista de México, identidades criollas), el período de independencia (revoluciones del Atlántico, pensamiento sobre el futuro), el siglo XIX (construcción del Estado y dictaduras, EE. UU. y América Latina), el siglo XX (Primera Guerra Mundial, fútbol, aviación, expertos) hasta la historia contemporánea (memoria y conflicto en Colombia y Chile, Colonia Dignidad). El enfoque espacial incluye la historia de Chile y México.

## Actividades internacionales
Stefan Rinke ha sido profesor invitado e investigador en importantes universidades internacionales, entre ellas El Colegio de México y la Pontificia Universidad Católica de Chile.
De 2009 a 2018, fue portavoz del primer Colegio Internacional de Graduados Germano-Latinoamericano (IGK 1531 "Between Spaces - Entre Espacios"), una cooperación con instituciones mexicanas dedicada a la investigación interdisciplinaria sobre la globalización en la historia y el presente. 4] En el Centro de Investigación 700 "Gobernanza en Espacios de Estado Limitado" fue copresidente de 2010 a 2017.
En 2014 organizó el Congreso Europeo de Historiadores de Historiadores Latinoamericanistas en la Freie Universität y fue presidente de la Asociación de Historiadores Latinoamericanistas Europeos (AHILA) de 2014 a 2017. 
Desde 2019, Stefan Rinke es el portavoz del Colegio Internacional de Graduados "Temporalidades del futuro en América Latina: dinámicas de aspiración y anticipación", una cooperación germano-mexicana dedicada a la investigación de las temporalidades del futuro en las humanidades y ciencias sociales. De 2019 a 2022, también dirigió el proyecto de historia oral sobre la Colonia Dignidad en Chile (CDOH), financiado por el Ministerio Federal de Asuntos Exteriores a petición del Bundestag alemán.
En el proyecto Gumelab, financiado por el Ministerio Federal de Educación e Investigación, Rinke y su equipo investigan desde 2021 los efectos de las telenovelas y series latinoamericanas en las actitudes políticas y la conciencia histórica de los espectadores. Desde 2023, dirige también el proyecto de investigación Selbstzeugnisse von Juden nach der Rückkehr aus Lateinamerika nach Berlin (1945/49-1970), financiado por la Fundación Einstein de Berlín.
Stefan Rinke es anfitrión de numerosos becarios e investigadores de todo el mundo. Además, nominó satisfactoriamente a los historiadores Hilda Sabato (2011), Irina Podgorny (2013), Raanan Rein (2016), Max Paul Friedman (2018), Ricardo Pérez Montfort (2020), Lilia Moritz Schwarcz (2021) y Diego Armus (2023) para los premios de la Fundación Alexander von Humboldt.
Rinke ha supervisado numerosas tesis doctorales premiadas. Sus estudiantes tienen cátedras en Argentina, Brasil, Chile, Costa Rica, Colombia, Dinamarca, México, en los Países Bajos, Perú y Suiza. En su departamento se han realizado hasta ahora con éxito una habilitación y numerosos proyectos postdoctorales de investigadores de Alemania y del extranjero.
Rinke es miembro de la junta asesora del Instituto Histórico Alemán de Washington D. C. y Berkeley, del Centro María Sibylla Merian de Estudios Avanzados (CALAS) en Guadalajara, México, y de la Fundación Einstein de Berlín. También es miembro del consejo editorial de revistas científicas internacionales. Revisa regularmente para editoriales académicas, revistas y organizaciones científicas en tres continentes.

## Premios y honores
En 2003, Stefan Rinke fue galardonado con el premio de la Eichstätter Universitätsgesellschaft por su tesis de habilitación. Para el período de 2013 a 2015 recibió una beca de investigación de la Fundación Einstein de Berlín. En 2017 fue galardonado con el Premio Alzate de la Academia Mexicana de Ciencias y el Consejo Nacional de Ciencia y Tecnología (México) por sus trabajos completos. Al año siguiente, la Universidad Nacional de San Martín en Buenos Aires le otorgó un doctorado honorario. En 2019, la Dahlem Research School de Education le otorgó el Premio a la Excelente Supervisión Doctoral. La Academia Mexicana de la Historia y la Academia Nacional de Historia de Ecuador nombraron a Rinke miembro correspondiente. Rinke fue honorado como Talent Scout en el Henriette Herz Scouting Programa de la Fundación Alexander von Humboldt en 2020.

## Monografías
- Conquistadoren und Azteken. Cortés und die Eroberung Mexikos. C. H. Beck, München 2019, ISBN 978-3-406-73399-4.
  - Inglés: Conquistadors and Aztecs: A History of the Fall of Tenochtitlan. Oxford University Press, 2023. ISBN 9780197552469.
  - Español: Conquistadores y aztecas. Cortés y la conquista de México. edaf, 2021. ISBN 978-84-414-4076-0.
- con Walther L. Bernecker, Mariano Delgado, Friedrich Edelmayer, Nikolas Jaspert und Ursula Prutsch: Weltreich Spanien: Das Goldene Zeitalter.  Wissenschaftliche Buchgesellschaft, Darmstadt 2019, ISBN 978-3-8062-4020-7.
- Lateinamerika. Theiss, Darmstadt 2015, ISBN 978-3-8062-2601-0.
- Im Sog der Katastrophe. Lateinamerika und der Erste Weltkrieg. Campus, Frankfurt am Main 2015, ISBN 978-3-593-50269-4.
  - Inglés: Latin America and the First World War. Cambridge University Press. Cambridge 2017, ISBN 978-1-107-56606-4.
  - Español: América Latina y la primera Guerra Mundial. Una historia global. FCE, Mexiko 2019, ISBN 978-6-071-66553-9.
- Kolumbus und der Tag von Guanahani 1492. Ein Wendepunkt der Geschichte. Theiss, Stuttgart 2013, ISBN 978-3-8062-2731-4.
- con Frederik Schulze: Kleine Geschichte Brasiliens. Beck, München 2013, ISBN 978-3-406-64441-2.
- Lateinamerika und die USA. Eine Geschichte zwischen Räumen – von der Kolonialzeit bis heute. (= Geschichte Kompakt). Wissenschaftliche Buchgesellschaft, Darmstadt 2012, ISBN 978-3-534-24551-2.
  - Español: América Latina y Estados Unidos. Una historia entre espacios desde la época colonial hasta hoy. Marcial Pons/El Colegio de México, Madrid/México 2015, ISBN 978-84-15963-19-6.
  - Portugués: América Latina e Estados Unidos. Uma história entre espaços - do período colonial aos dias atuais. Autografía/EDUPE, Rio de Janeiro, 2015.
- Revolutionen in Lateinamerika. Wege in die Unabhängigkeit, 1760–1830. Beck, München 2010, ISBN 978-3-406-60142-2.
  - Español: Las revoluciones en América Latina: Las vías a la independencia, 1760–1830. El Colegio de México, México 2011, ISBN 978-607-462-299-7.
- Geschichte Lateinamerikas. Von den frühesten Kulturen bis zur Gegenwart. Beck-Wissen. Beck, München 2010, ISBN 978-3-406-60693-9.
  - Turco: Latin Amerika Tarihi: İlk Uygarlıklardan Bugüne. Runik Kitap, Istanbul 2021. ISBN 978-6-257-75770-6.
  - Portugués: História de América Latina: Das Culturas Pre-Colombianas até o Presente. ediPUCRS, Porto Alegre 2012, ISBN 978-85-397-0204-6.
  - Español: Historia de Latinoamérica. Desde las primeras culturas hasta el presente. El Colegio de México, México, 2016.
- Kleine Geschichte Chiles. Beck, München 2007, ISBN 978-3-406-54804-8.
- Begegnungen mit dem Yankee: Nordamerikanisierung und soziokultureller Wandel in Chile, 1898–1990 (= Lateinamerikanische Forschungen. Band 32). Böhlau, Köln 2004, ISBN 3-412-06804-7.
  - Español: Encuentros con el yanqui: norteamericanización y cambio sociocultural en Chile 1898–1990. DIBAM, Santiago de Chile 2013, ISBN 978-956-244-071-4.
- Cultura de masas, reforma y nacionalismo en Chile, 1910–1931. Universidad Católica/Centro de Investigaciones Diego Barros Arana, Valparaiso 2002, ISBN 956-244-151-2.
- „Der letzte freie Kontinent“. Deutsche Lateinamerikapolitik im Zeichen transnationaler Beziehungen, 1918–1933. 2 Teilbände. Heinz, Stuttgart 1996, ISBN 3-88099-670-9 (zugleich: Eichstätt, Katholische Universität, Dissertation, 1995).
- Zwischen Weltpolitik und Monroe Doktrin: Botschafter Speck von Sternburg und die deutsch-amerikanischen Beziehungen, 1898–1908 (= Deutsch-Amerikanische Studien. Band 11). Heinz, Stuttgart 1992, ISBN 3-88099-629-6.

## Ediciones
- con Philipp Kandler y Dorothee Wein (eds.): Colonia Dignidad: Neue Debatten und interdisziplinäre Perspektiven (Frankfurt a.M./New York: Campus, 2023).
- con Karina Kriegesmann (eds.): Aufbrüche und Umbrüche: 50 Jahre Lateinamerika Institut der Freien Universität Berlin (Berlin: Freie Universität, 2022). DOI: http://dx.doi.org/10.17169/refubium-38622.
- con Carlos Riojas (eds.): Repensar el “Mundo”: Reflexiones y representaciones globales (siglos XV–XX) (Darmstadt: Wissenschaftliche Buchgesellschaft 2022), ISBN 978-3-534-27517-5.
- con Carlos Riojas (eds.): América Latina y la historia global: Repensar el mundo (México/Buenos Aires: Siglo XXI, 2022), ISBN 978-3-534-27517-5.
- Carlos Alba Vega, Marianne Braig und Stefan Rinke (Hg.), La violencia en América Latina entre espacios temporales del pasado y del futuro (Berlín: Tranvía, 2022).
- con Nelson Chacón (eds.): Recopilación de fuentes para la historia Mapuche, siglos XVII, XVIII y XIX: edición y comentarios (Darmstadt: Wissenschaftliche Buchgesellschaft 2021), ISBN 978-3-534-30000-6.
- con Federico Navarrete y Nino Vallen (eds.): Der Codex Mendoza: Das Meisterwerk aztekisch-spanischer Buchkultur (wbg Edition: Darmstadt, 2021), ISBN 978-3-534-27355-3.
- con Christian Cwik y Hans-Joachim König (eds.): Diktaturen in Lateinamerika im Zeitalter des Kalten Krieges (Stuttgart: Heinz, 2020), ISBN 978-3-88099-669-4.
- con Raanan Rein y David M.K. Sheinin (eds.): Migrants, Refugees, and Asylum Seekers in Latin America. Jewish Latin América, Vol. 12 (Leiden: Brill, 2020), ISBN 978-90-04-43224-6.
- con Nikolaus Böttcher y Nino Vallen (eds.): Distributive Struggle and the Self in the Early Modern World (Stuttgart: Heinz 2019).
- con Michael Wildt (eds.): Revolutions and Counter-Revolutions: 1917 and its Aftermath from a Global Perspective (Frankfurt: Campus 2017).
- con Carlos Riojas (eds.): Historia global: perspectivas y tensiones (Stuttgart: Heinz 2017).
- con Raanan Rein y Nadia Zysman (eds.): The New Ethnic Studies in Latin America (Leiden: Brill, 2017).
- con Mónika Contreras Saiz y Tajana Louis (eds.): Memoria y conflicto - memorias en conflicto: intercambios metódicos y teóricos de experiencias locales latinoamericanas (Stuttgart: Heinz 2016).
- con Ingrid Kummels, Claudia Rauhut y Birte Timm (eds.): Transatlantic Caribbean: Dialogues of People, Practice, Ideas (Bielefeld: Transcript, 2014).
- con Delia González de Reufels (eds.): Expert Knowledge in Latin American History: Local, Transnational, and Global Perspectives (Stuttgart: Heinz, 2014).
- con Mónika Contreras Saiz y Lasse Hölck (eds.): Gobernanza y seguridad: la conquista republicana de las fronteras latinoamericanas en el siglo XIX (Stuttgart: Heinz, 2014).
- con Diego Armus (eds.): Del football al fútbol/futebol: Historias argentinas, brasileras y uruguayas en el siglo XX (Frankfurt a.M./Madrid: Vervuert, 2014).
- con Kay Schiller (eds.): The FIFA World Cup 1930-2010: Politics, Commerce, Spectacle and Identities (Göttingen: Wallstein, 2014).
- con Carlos Alba y Marianne Braig (eds.): Latin America and Asia – Relations in the context of Globalization from Colonial Times to the Present. América Latina y Asia – relaciones en el contexto de la globalización de la época colonia hasta el presente (Stuttgart: Heinz, 2014).
- con Christina Peters (eds.): Global Play: Football Between Region, Nation, and the World in Latin American , African, and European History (Stuttgart: Heinz, 2014).
- con Georg Fischer, Christina Peters, Frederik Schulze (eds.): Brasilien in der Welt: Region, Nation und Globalisierung, 1870-1945 (Frankfurt a.M.: Campus 2013).
- con Carlos Alba, Marianne Braig y Guillermo Zermeño (eds.): Entre Espacios: Movimientos, actores y representaciones de la globalización (Berlín: Tranvía, 2013).
- con Hans-Peter Hinz y Frederik Schulze (eds.): Bicentenario: 200 Jahre Unabhängigkeit in Lateinamerika. Geschichte zwischen Erinnerung und Zukunft (Stuttgart-Berlín: Heinz-Deutsches Historisches Museum, 2011).
- con Inga Luther, Nina Elsemann y Franka Bindernagel (eds.): Erinnerung schreibt Geschichte: Lateinamerika und Europa im Kontext transnationaler Verflechtungen (Stuttgart: Heinz, 2011).
- con Helmut Bley, Hans-Joachim König y Kirsten Rüther, editores del área Globale Interaktion, Enzyklopädie der Neuzeit, 16 tomos. (Stuttgart: Metzler, 2005-2012). ISBN 978-3-476-01935-6.
- con Hans-Joachim König, editores de la serie de libros HISTORAMERICANA (Stuttgart: Heinz, desde 2021 Darmstadt: Wissenschaftliche Buchgesellschaft).
- con Jörg Baberowski y Michael Wildt editores de la serie de libros Eigene und Fremde Welten (Frankfurt a.M.: Campus)
- co-ed. Boletín del Instituto de Historia Argentina y Americana Dr. Emilio Ravignani (Buenos Aires: Universidad de Buenos Aires), ISSN 1850-2563.
- co-ed. Geschichte und Gesellschaft (Göttingen: Vandenhoek & Ruprecht), ISSN 2196-9000.
- co-ed. Iberoamericana: América Latina, España, Portugal (Frankfurt a.M./Madrid: Vervuert). ISSN 1577-3388.